# Donje Novo Selo (Serbia)
Donje Novo Selo (cyr. Доње Ново Село) – wieś w Serbii, w okręgu pczyńskim, w gminie Bujanovac. W 2002 roku liczyła 120 mieszkańców.